# Thomas Garrigus
Thomas Garrigus (n. 9 noiembrie 1946, Hillsboro, Oregon, SUA – d. 29 decembrie 2006, Plains⁠(d), Montana, SUA) a fost un militar ce a reprezentat Statele Unite ale Americii, medaliat olimpic. A participat la o ediție a Jocurilor Olimpice (1968) în care a câștigat o medalie de argint.

## Participări
Lista de mai jos prezintă principalele competiții la care a participat Thomas Garrigus de-a lungul carierei.
- shooting at the 1968 Summer Olympics – men's trap[*]